# Prozessionsaltar (Gauaschach, Gauaschacher Straße 38)

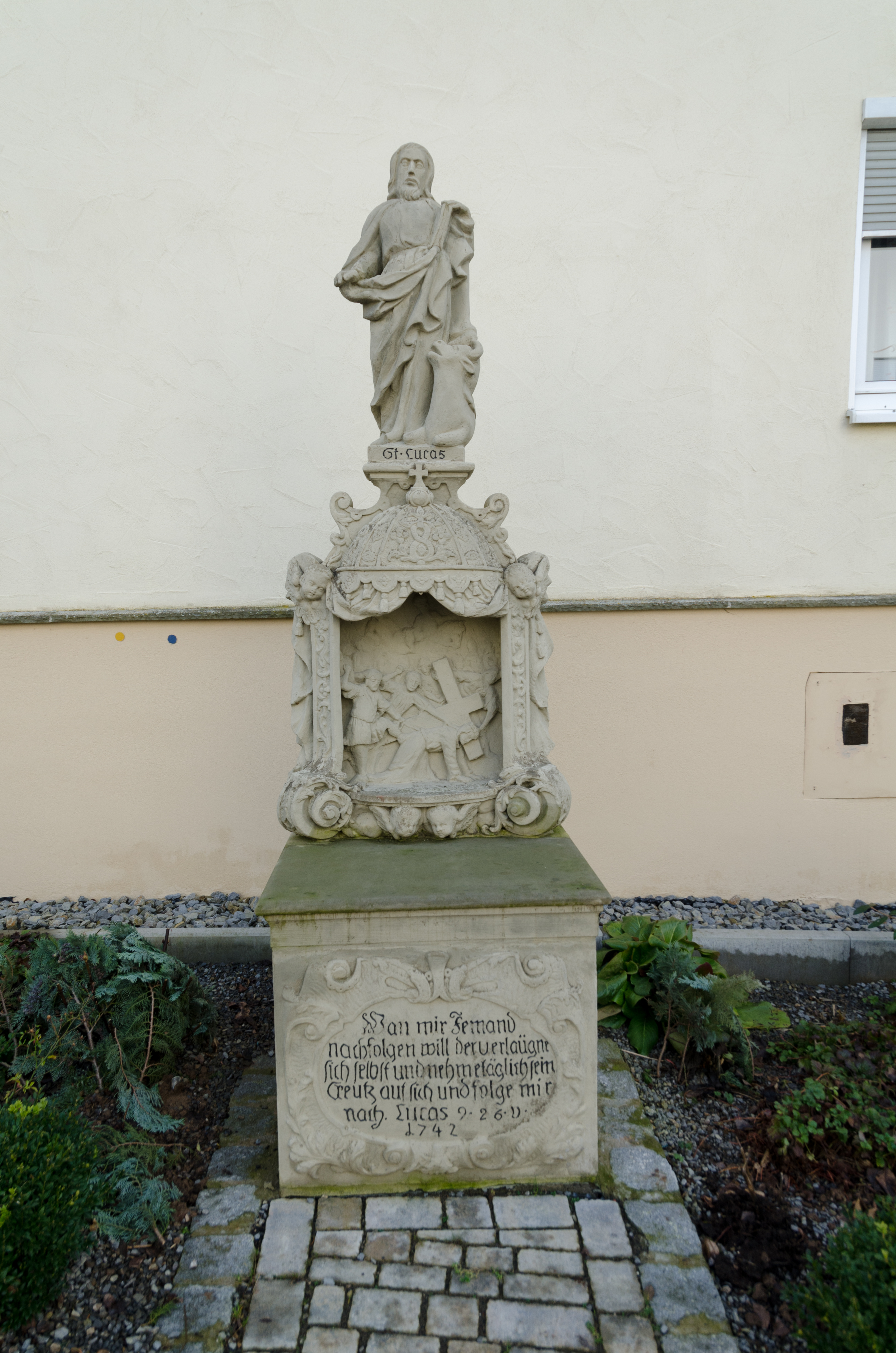
Prozessionsaltar in der Gauaschacher Straße 38 in Gauaschach.

Der Prozessionsaltar in der Gauaschacher Straße 38  befindet sich in Gauaschach, einem Gemeindeteil der Stadt Hammelburg im unterfränkischen Landkreis Bad Kissingen in Bayern.
Er gehört zu den Baudenkmälern in Hammelburg und ist unter der Nummer D-6-72-127-131 in der Bayerischen Denkmalliste registriert.

## Beschreibung
Der Prozessionsaltar besteht aus grünlichem Sandstein und entstand im Jahr 1742.
Der Altar ist 288 cm hoch. Die Abmessungen des Sockels betragen  68 cm × 82 cm × 82 cm, die des Retabels 117 cm × 87 cm × 30 cm.
Unter dem reich verzierten Baldachin zeigt das Relief einen Sturz Jesu unter dem Kreuz. Die Bekrönungsfigur stellt den Evangelisten Lukas dar. Die Inschrift im Sockel lautet:

„WANN MIR JEMAND NACHFOLGEN WILL,

DER VERLEUGNE SICH SELBST

UND NEHME TÄGLICH SEIN CREUTZ AUF SICH UND FOLGE MIR NACH.

LUC. 9 26 VERS. 1742“

Der Prozessionsaltar dient als Station auf Fronleichnamsprozessionen.